# Hochschulradio in Dänemark
Zum Hochschulradio in Dänemark zählen fünf Sender, die innerhalb des Zusammenschlusses De Danske Studenterradioer (DDS) kooperieren. Ein Beispiel dieser Zusammenarbeit innerhalb der DDS ist das Roskilde Festival Radio, das während des jährlich stattfindenden Roskilde-Festivals ausgestrahlt wird. Gleichzeitig sind die Sender über die Iastar Danmark mit der Iastar Europe, einer Dachorganisation für akademische Radio- und Fernsehstationen, verbunden. Die Beiträge richten sich in erster Linie an Studenten und junge Erwachsene aus der Region. Die meisten Sender übertragen kein 24-Stunden-Programm, sondern produzieren nur für einige Stunden in der Woche.

## Radiosender
| Name                                                | Stadt      | Hochschule                              | Sendebeginn | UKW                                      | Livestream |
| --------------------------------------------------- | ---------- | --------------------------------------- | ----------- | ---------------------------------------- | ---------- |
| Studenterradioen                                    | Aalborg    | Ålborg Universitetscenter               | 1996        |                                          | Soundcloud |
| Aarhus Studenterradio                               | Aarhus     | Ingeniørhøjskolen i Århus               | 1996        | 98,7 MHz                                 | Webradio   |
| Odense Studenterradio                               | Odense     | Süddänische Universität                 | 1996        | 87,9 MHz                                 | Webradio   |
| Universitetsradioen                                 | Kopenhagen | Universität Kopenhagen                  | 1986        | 95,5 MHz                                 | Webradio   |
| XFM                                                 | Lyngby     | Dänemarks Technische Universität        | 1987        | 107,4 MHz (Lyngby) 95,5 MHz (Kopenhagen) | Webradio   |
| Roskilde Festival Radio (nur während des Festivals) | Roskilde   | Roskilde-Festival (Kooperation mit DDS) | 1998        | 92,3 MHz                                 | Webradio   |